# SHUFFLE! (アニメ)
『SHUFFLE!』（シャッフル）は、同名のゲーム『SHUFFLE!』を原作とするテレビアニメ作品である。

## 概要
声優は角川書店によるPlayStation 2移植版『SHUFFLE! ON THE STAGE』と同じだが、基本的にはNavel原作の『SHUFFLE!』を直接の原作としている。
主要キャラクターの増減や基本設定の大幅な変更（主にWOWOW版第1〜11話の導入部分）はされていない替わりに、原作ゲームではストーリーに入っていない裏設定のいくつかが取り入れられている。
第1話Bパートで大写しになった牛乳パックの賞味期限の日付から舞台は西暦2005年であることが分かる。

## シリーズ作品
第1期・WOWOW版　
2005年7月7日から2006年1月5日まで、WOWOW（ノンスクランブル）にて放送された。全24話で、第9話よりR-15指定相当。
第2期・UHF版　
2007年9月26日から2008年3月まで、AT-Xで放送。『SHUFFLE! MEMORIES』（シャッフル メモリーズ）のタイトルで、OP・ED及びアイキャッチを新規にメインキャラクター（シア・ネリネ・楓・亜沙・プリムラ）のディレクターズカット版（第12話『番外編』の完全オリジナルストーリー含む）を総集編形式で10話にまとめ、導入編と新規ストーリー各1話を加えた全12話を放送。2007年1月から3月まで、独立UHF局系放送局で放送された。
ストーリーが繋がっていないこともあり、次回予告は放映されていない。

## 登場人物

### 主要人物
詳細はSHUFFLE!シリーズの登場人物を参照。原作を『SHUFFLE!』にしているため、『SHUFFLE! ON THE STAGE』でヒロイン化された麻弓=タイムとカレハは主人公土見稟の恋の対象としては描かれておらず、追加キャラのツボミはモブ出演に留まっている。

### テレビアニメ版のみ登場するキャラクター
滝沢 巨規（たきざわ まさのり）
声 - 平川大輔
7話で登場。バーベナ学園の男子生徒3年生。カレハの解説によるとサッカー部所属。ハンサムで運動・勉強ともに得意で女子からの人気は高いが、好きな人には一途な性格。時雨亜沙に告白するが玉砕してしまう。彼の名前は花言葉や植物名に由来しない。
親衛隊隊長（しんえいたいたいちょう）
声 - 川津泰彦
KKK、SSS、RRRのいずれにも属しない不細工な男子生徒。常に美少女と戯れる稟を影から監視し、悔し涙を流したり、時に稟に話しかけたりする。
マグナム堺（マグナムさかい）
声 - 塩屋浩三
KKKの一員。フルネームは不明。高校生には見えない中年男のような不細工な容姿。一人称は「吾輩」。語尾に「ナリ」を付けて話す。稟と楓の登校中に釘バットを持って立ち塞がる。「VERBENA」と書かれた野球のユニフォーム（足元が破れており、下駄を履いている）を着ている。楓の一言で撃沈する。第1話登場。
チャリンコ山口（チャリンコやまぐち）
声 - 田中一成
SSSの一員。フルネームは不明。高校生には見えない中年男のような不細工な容姿。その名の通り、自転車（マウンテンバイク）に乗っている。稟が楓・シア・ネリネと登校中、襲いかかるが、ネリネの攻撃魔法に吹き飛ばされる。堺と同じくアルファベットで学校名が書かれたユニフォームを着用している。後に保健室でも稟を襲撃。第2話登場。
ミリタリー大下（ミリタリーおおした）
声 - 岡崎雅紘
RRRの一員。フルネームは不明。高校生には見えない中年男のような不細工な容姿。その名の通り、軍事マニアで迷彩服を着ている。一人称は「自分」。軍人風の「であります」調で話し、モデルガンか実物かは不明だがライフルもしくはマシンガンらしき物も所持している。稟が楓・シア・ネリネと登校中、襲いかかるが、ネリネの攻撃魔法に吹き飛ばされる。後に保健室でも稟を襲撃。第2話登場。
中林三兄弟
楓・シア・ネリネの親衛隊所属の三兄弟。他の隊員同様高校生には見えない中年男のような容姿。本人たち曰く科学部所属。長男の部長(声:上別府仁資)がKKK、次男の副部長(声:伊丸岡篤)がSSS、三男の経理(声:白石稔)がRRR所属。なぜかキックボードで登校中の稟を追い回したあげく、運動部から回収した使用済みの靴下の臭気を濃縮したものを稟に空気銃のようなものでお見舞いして本人たち曰く「二度と女子が近づけない身体に」しようとしたものの、シアに座椅子を投げつけられ、さらにネリネの攻撃魔法の直撃を喰らい、ノックアウトされる。その後、帰宅の途につこうとした稟がネリネトシアと一緒に正面玄関にいた所を急襲するも出オチに近いスピードで敗北した。

### SHUFFLE!MEMORIES
第12話『番外編』にて登場。キャラクターというよりアイテムの扱い。
神界魚《神海魚》（しんかいぎょ）
その名の通り、神界の海に住む魚。釣り上げた者に幸福をもたらす伝説がある。釣る時はミミズに似た化物を使う。そのため、稟たちは我先に釣ろうとするが、稟の行方不明騒動で忘れてしまい、事件後の夜にプリムラが釣る。だが、プリムラはすぐに海に返してしまう。
謎の魔鏡
神王ユーストマのコレクションの一つで見た相手を小人化させる。羽根がついており、自分で飛ぶ。稟の行方不明騒動の原因。稟・ネリネ→麻弓→亜沙→楓→リシアンサスの順番で被害に遭う。プリムラが開けた扉であっけなく破壊される。

## スタッフ
- 原作 - Navel
- 原案イラスト - 西又葵、鈴平ひろ
- 監督 - 細田直人
- シリーズ構成 - 鈴木雅詞
- キャラクターデザイン・総作画監督 - 平山英嗣
- 美術監督 - 高山八大
- 色彩設定 - 福谷直樹
- 撮影監督 - 森下成一
- 編集 - 伊藤潤一
- 音楽 - アッチョリケ（Navel）、澤口和彦、丸尾稔
- 音響監督 - 鶴岡陽太
- プロデューサー - 長谷川徳司（1期のみ）、鈴木智子、武智恒雄、寺田千秋
- アニメーションプロデューサー - 平松巨規
- アニメーション制作 - asread.
- 制作協力 - WOWOW（1期）
- 製作 - SHUFFLE! Media Partners（角川書店、角川エンタテインメント、クロックワークス、メモリーテック、ランティス）

## 主題歌
第1期・WOWOW版
オープニングテーマ「YOU」（2〜14・16〜24話）
作詞 - AlAi / 作曲 - アッチョリケ / 編曲 - 鈴木マサキ / 歌 - YURIA
- CD <LACM-4207> 2005年8月3日発売。

エンディングテーマ「innocence」
作詞 - AlAi / 作曲 - アッチョリケ / 編曲 - 景家淳 / 歌 - 橋本みゆき
- CD <LACM-4213> 2005年8月24日発売。

第2期・UHF版
オープニングテーマ
「Fateful Encounters」（第1話）
作詞 - 西又葵 / 作曲 - アッチョリケ / 編曲 - 鈴木マサキ / 歌 - YURIA
「memories」（第2話・第7話）
作詞 - AlAi / 作曲 - アッチョリケ / 編曲 - 鈴木マサキ / 歌 - 芙蓉楓（後藤邑子）
「High Tension Dreamer」（第3話・第8話）
作詞 - AlAi / 作曲 - アッチョリケ / 編曲 - アッチョリケ / 歌 - 時雨亜沙（伊藤美紀）
「pray」（第4話・第9話）
作詞 - AlAi / 作曲 - アッチョリケ / 編曲 - 景家淳 / 歌 - ネリネ（永見はるか）
「ぎりぎりHeartコネクション」（第5話・第10話）
作詞 - AlAi / 作曲・編曲 - アッチョリケ / 歌 - リシアンサス（あおきさやか）
「pureness」（第6話・第11話）
作詞 - AlAi / 作曲 - アッチョリケ / 編曲 - ms-jacky / 歌 - プリムラ（ひと美）
- 第12話はOPなし。

エンディングテーマ
「innocence」（第1話）
作詞 - AlAi / 作曲 - アッチョリケ / 編曲 - 景家淳 / 歌 - 橋本みゆき
「only one, only love」（第2話・第7話）
作詞 - AlAi / 作曲・編曲 - アッチョリケ / 歌 - 芙蓉楓（後藤邑子）
「wish」（第3話・第8話）
作詞 - AlAi / 作曲 - アッチョリケ / 編曲 - 景家淳 / 歌 - 時雨亜沙（伊藤美紀）
「秘密の森」（第4話・第9話）
作詞 - AlAi / 作曲 - アッチョリケ / 編曲 - 景家淳 / 歌 - ネリネ（永見はるか）
「freedom」（第5話・第10話）
作詞 - AlAi / 作曲 - アッチョリケ / 編曲 - 景家淳 / 歌 - リシアンサス（あおきさやか）
「まじかる☆パワーステーション」（第6話・第11話）
作詞 - AlAi / 作曲・編曲 - アッチョリケ / 歌 - プリムラ（ひと美）
「natural tone」（第12話）
作詞 - 西又葵 / 作曲 - アッチョリケ / 編曲 - 鈴木マサキ / 歌 - 橋本みゆき

## 各話リスト
第1期・WOWOW版
| 話数 | サブタイトル           | 脚本         | 絵コンテ   | 演出           | 作画監督                                    |
| ---- | ---------------------- | ------------ | ---------- | -------------- | ------------------------------------------- |
| 1    | 神にも悪魔にもなれる男 | 鈴木雅詞     | 細田直人   | 細田直人       | 平山英嗣                                    |
| 2    | 会いたくて             | 鈴木雅詞     | 細田直人   | 細田直人       | 中村和久                                    |
| 3    | 憶えてますか?          | 長谷川勝己   | 篠崎康行   | 篠崎康行       | 田中誠輝                                    |
| 4    | 幸せのタマゴ焼き       | 鈴木雅詞     | 二瓶勇一   | 二瓶勇一       | 岡田万衣子                                  |
| 5    | 私の居場所             | 高山カツヒコ | 葛谷直行   | 榎本学         | 渡辺るりこ、中原清隆 藤井真澄、竹谷今日子   |
| 6    | 微笑み                 | 鈴木雅詞     | 土屋日     | 土屋日         | 中村和久                                    |
| 7    | 恋愛スクランブル       | 鈴木雅詞     | 後藤圭二   | 後藤圭二       | 後藤圭二                                    |
| 8    | パンツでデート!        | 高山カツヒコ | 土屋日     | 土屋日         | 山崎慎一郎、佐藤敏明 内藤伊之介、渡辺るりこ |
| 9    | 海水浴でサバイバル     | 長谷川勝己   | 二瓶勇一   | 信田ユウ       | 中島美子                                    |
| 10   | 月夜の告白             | 長谷川勝己   | 篠崎康行   | 篠崎康行       | 田中誠輝、若山政志                          |
| 11   | 夏のお嬢さんたち       | 高山カツヒコ | 冨永恒雄   | はしもとなおと | 竹田欣弘、長坂寛治 臼田美夫、川上俊弘       |
| 12   | 凍てついた夏           | 鈴木雅詞     | 二瓶勇一   | うえだしげる   | 足立慎吾                                    |
| 13   | 斜陽の家               | 鈴木雅詞     | 二瓶勇一   | 清水一伸       | 岡田万衣子                                  |
| 14   | リコリス               | 鈴木雅詞     | 後藤圭二   | 林宏樹         | 牧野竜一                                    |
| 15   | 取り戻したもの         | 鈴木雅詞     | 細田直人   | 細田直人       | 渡辺るりこ                                  |
| 16   | キキョウ               | 長谷川勝己   | 葛谷直行   | 友田政晴       | 相坂ナオキ                                  |
| 17   | 素直な気持ち           | 長谷川勝己   | 土屋日     | 土屋日         | 田中誠輝、竹田欣弘 渡辺るりこ               |
| 18   | 稟の好きなヒト         | 鈴木雅詞     | 高見明男   | 孫承希         | 高見明男                                    |
| 19   | 忘れ得ぬ想い           | 高山カツヒコ | あおきえい | あおきえい     | をがわいちろを、牧野竜一                    |
| 20   | 忘れられぬ罪           | 高山カツヒコ | 二瓶勇一   | 清水一伸       | 岡田万衣子                                  |
| 21   | 気持ちの行方           | 鈴木雅詞     | 友田政晴   | 山崎茂         | 相坂ナオキ、重松しんいち                    |
| 22   | 新しい明日へ           | 鈴木雅詞     | 冨永恒雄   | 土屋日         | 田中誠輝、竹田欣弘 渡辺るりこ               |
| 23   | 明かされた真実         | 鈴木雅詞     | 太田雅彦   | 太田雅彦       | 堀たえ子、前田明寿 高見明男                 |
| 24   | そして……大切なこと     | 鈴木雅詞     | 細田直人   | 細田直人       | 岡田万衣子、細田直人                        |

第2期・UHF版
| 話数 | サブタイトル        | 脚本                             | 絵コンテ                                                                  | 演出 | 作画監督 |
| ---- | ------------------- | -------------------------------- | ------------------------------------------------------------------------- | --- | --- |
| 1    | 導入編              | 鈴木雅詞 長谷川勝己 高山カツヒコ | 細田直人、篠崎康行 二瓶勇一、葛谷直行 土屋日、後藤圭二 冨永恒雄、高見明男 | 細田直人、篠崎康行、二瓶勇一 榎本学、土屋日、後藤圭二 信田ユウ、はしもとなおと、うえだしげる 清水一伸、林宏樹、孫承希 | 平山英嗣、中村和久、田中誠輝 岡田万衣子、後藤圭二、渡辺るりこ 中島美子、こやたまさひさ、竹田欣弘 足立慎吾、牧野竜一、高見明男 |
| 2    | 芙蓉楓編 前編       | -                                | あおきえい、葛谷直行 細田直人                                             | あおきえい、榎本学、細田直人                                                                                          | をがわいちろを、牧野竜一、渡辺るりこ 中原清隆、藤井真澄、竹谷今日子 平山英嗣                                                  |
| 3    | 時雨亜沙編 前編     | -                                | 後藤圭二、二瓶勇一                                                        | 後藤圭二、うえだしげる 清水一伸、林宏樹                                                                               | 後藤圭二、足立慎吾 岡田万衣子、牧野竜一                                                                                       |
| 4    | ネリネ編 前編       | -                                | 細田直人、二瓶勇一 葛谷直行、篠崎康行                                     | 細田直人、二瓶勇一、榎本学 信田ユウ、篠崎康行                                                                         | 中村和久、岡田万衣子、渡辺るりこ 中原清隆、竹谷今日子、中島美子 若山政志、田中誠輝                                            |
| 5    | リシアンサス編 前編 | 長谷川勝己 高山カツヒコ          | 篠崎康行、土屋日 二瓶勇一                                                 | 篠崎康行、土屋日、信田ユウ                                                                                            | 田中誠輝、渡辺るりこ、内藤伊之介 山崎慎一郎、佐藤敏明、中島美子 若山政志                                                      |
| 6    | プリムラ編 前編     | 鈴木雅詞 長谷川勝己              | 細田直人、二瓶勇一 土屋日                                                 | 細田直人、土屋日、信田ユウ                                                                                            | 中村和久、中島美子 |
| 7    | 芙蓉楓編 後編       | -                                | 高見明男、あおきえい 二瓶勇一、友田政晴                                   | 孫承希、あおきえい 清水一伸、山崎茂                                                                                   | 高見明男、をがわいちろを、牧野竜一 岡田万衣子、相坂ナオキ、重松しんいち                                                       |
| 8    | 時雨亜沙編 後編     | 高山カツヒコ 鈴木雅詞            | 高見明男、あおきえい 二瓶勇一、友田政晴 冨永恒雄、太田雅彦 細田直人       | 孫承希、あおきえい、清水一伸 山崎茂、土屋日、太田雅彦 細田直人                                                        | 高見明男、牧野竜一、岡田万衣子 相坂ナオキ、重松しんいち、渡辺るりこ 田中誠輝、竹田欣弘、堀たえ子 前田明寿                     |
| 9    | ネリネ編 後編       | 鈴木雅詞                         | 二瓶勇一、後藤圭二 細田直人                                               | うえだしげる、清水一伸 林宏樹、細田直人                                                                               | 足立慎吾、岡田万衣子 牧野竜一、渡辺るりこ                                                                                     |
| 10   | リシアンサス編 後編 | 長谷川勝己                       | 葛谷直行、土屋日                                                          | 友田政晴、土屋日 | 相坂ナオキ、田中誠輝、渡辺るりこ                                                                                              |
| 11   | プリムラ編 後編     | 鈴木雅詞 高山カツヒコ            | 二瓶勇一、細田直人 高見明男、あおきえい 友田政晴                          | うえだしげる、清水一伸、細田直人 孫承希、あおきえい、山崎茂                                                           | 足立慎吾、岡田万衣子、渡辺るりこ 高見明男、をがわいちろを、牧野竜一 相坂ナオキ、細田直人                                      |
| 12   | 番外編              | 鈴木雅詞                         | 細田直人                                                                  | 細田直人 | 岡田万衣子、渡辺るりこ、平山英嗣                                                                                              |

## 放送局
| 放送地域 | 放送局     | 放送期間                    | 放送日時           | 放送系列       | 備考             |
| 第1期    | 第1期      | 第1期                       | 第1期              | 第1期          | 第1期            |
| -------- | ---------- | --------------------------- | ------------------ | -------------- | ---------------- |
| 日本全域 | WOWOW      | 2005年7月7日 - 2006年1月5日 | 木曜 24:30 - 25:00 | BS放送         | ノンスクランブル |
| 第2期    |            |                             |                    |                |                  |
| 千葉県   | チバテレビ | 2007年1月7日 - 3月25日      | 日曜 24:00 - 24:30 | 独立UHF局      |                  |
| 埼玉県   | テレ玉     | 2007年1月7日 - 3月25日      | 日曜 25:30 - 26:00 | 独立UHF局      |                  |
| 神奈川県 | tvk        | 2007年1月8日 - 3月26日      | 月曜 25:15 - 25:45 | 独立UHF局      |                  |
| 京都府   | KBS京都    | 2007年1月8日 - 3月26日      | 月曜 25:30 - 26:00 | 独立UHF局      |                  |
| 兵庫県   | サンテレビ | 2007年1月9日 - 3月27日      | 火曜 24:00 - 24:30 | 独立UHF局      |                  |
| 東京都   | TOKYO MX   | 2007年1月10日 - 3月28日     | 水曜 25:30 - 26:00 | 独立UHF局      |                  |
| 愛知県   | テレビ愛知 | 2007年1月10日 - 3月28日     | 水曜 26:28 - 26:58 | テレビ東京系列 |                  |

### 関連商品
・DVD SHUFFLE episode1～12 限定版　通常版
・SHUFFLE Memories 導入編 初回版1～5 OVA
・SHUFFLE！LIVE Only for you
・Shuffle! BOX (Bluーray)
・Live in Tokyo かぶら 2008 Live DVD

### 第1期
書籍
- SHUFFLE!アニメコンプリートアルバム
  - 2006年4月10日に角川書店より発売、<ISBN 4-04-853956-6>。テレビアニメ版（第1期）のキャラクター・ストーリーガイド、スタッフインタビュー等を収録。

ラジオCD
- キャラジオCD SHUFFLE! バーベナ学園放送部（ランティスより発売）
  - vol.1 2005年10月5日発売。<LACA-5437>リシアンサス役のあおきさやかとネリネ役の永見はるかがパーソナリティを務める。他キャラクターもゲストで登場。毎回、ゲストボーカルが増える「Smile Smile」を同時収録。
  - vol.2 2005年11月2日発売。<LACA-5443>
  - vol.3 2005年12月7日発売。<LACA-5447>
  - vol.4 2006年1月12日発売。<LACA-5459>
  - vol.5 2006年2月8日発売。<LACA-5479>
- SHUFFLE! キャラジオCD バーベナ学園放送部ぷちっ! おまとめ盤（ランティスより発売）
  - vol.1 2006年4月5日発売。<LACA-5502>ねぶら内で放送した内容を収録。
  - vol.2 2006年6月7日発売。<LACA-5525>

### 第2期
PCゲーム
- デスクトップアクセサリーCD-ROM『プリムラのちっちゃな大ぼうけん!?』
  - おしゃべりねんどろいどプリムラ（白玉&黒玉付）付属。オリゴクレース/FREE+ingより2007年11月発売。

CD
- ランティスより発売
  - SHUFFLE! MEMORIES CHARACTER SONG ALBUM
    - 2007年4月11日発売。<LACA-5624>
    - オープニング・エンディングで使用されたキャラクターソングなどを収録。

  - SHUFFLE! MEMORIES オリジナルサウンドトラック
    - 2007年5月23日発売。<LACA-5642>

  - SHUFFLE! MEMORIES オリジナルドラマCD 楓編
    - 2007年7月25日発売。<LACA-5632>

  - SHUFFLE! MEMORIES オリジナルドラマCD リシアンサス編
    - 2007年10月24日発売。<LACA-5701>

## 反響
WOWOW版では6話まではほぼ原作に沿った設定とエピソードで進行していたが、7話以降はアニメオリジナルのエピソードが多くなった。そして18話でリシアンサス・ネリネ・プリムラの三人が稟の恋の対象から外れ、原作の「友人との確執といったどろどろした人間関係を排除」というコンセプトを否定した、稟と幼馴染で身近な存在の芙蓉楓と、光陽学園時代からの先輩で親しい間柄の時雨亜沙との三角関係に急展開させた物語の影響で多数の反響を呼んだ。特に2005年11月24日に放送された19話のシーン（楓が過去の事件から情緒不安定に陥り、虚ろな瞳で空っぽの鍋をお玉でかき回す後に『空鍋（からなべ）』と呼ばれるシーンである）で異常な盛り上がりを見せた。当時はTwitterなど手軽に制作会社サイドとやりとりが出来る物がなく、アニメ公式サイトにも問い合わせなどメールを送る項目がなかったためNavelオフィシャルウェブのBBSは多数の閲覧者が批判コメントを集中的に寄せる事となり内容の多くは楓の人格を変更した事に対する批判コメントが多数を占めていた。
楓役の声優の後藤邑子の個人サイトにも大量の反響メールが届いたことから、後藤は放送から3日後の11月27日に緊急コメントをブログに掲載、「こういうシーンを演じられた事は嬉しく思うが、怖い以上に痛々しかった。楓を許して欲しい。」と、声を演じた感想を述べている（コメント全文）。
Navelのインターネットラジオ『ねぶら』においても12月12日の22回目放送で（本編では比較的お調子者だった）緑葉樹役の荻原秀樹は、テレビアニメ版19話について大量の反響があった事を前置きした上で、「19話を見て寝られなくなった」「プリムラ役のひと美さんが『（19話の）収録の時怖かった、（オンエアされた）画像を見て本当に怖かった』と言っていた」とコメントした。また、「（もう一方の当事者亜沙役の）伊藤美紀さんをゲストに呼んで欲しい」という要望メールが殺到した事を受けて、12月26日の24回目放送で急遽実現された。伊藤は「リシアンサスかネリネとエンディングになると思っていたので、自分の演じる地味な亜沙が主役格になるとは思わなかった」と述べている。制作サイドから亜沙がメインに選ばれた理由は語られてないが原作の人気投票で亜沙が一位をとっている事があり、それだけの理由でメインヒロインを降格させて亜沙が選ばれたのではとまた反響を呼んだ。
『SHUFFLE! MEMORIES』では1話が丸々稟役の杉田智和の朗読になった事と、声優が杉田他一部重なっている事から「稟が『涼宮ハルヒの憂鬱』のキョンのようだ」と評された（12話「番外編」で同作のパロディも登場する）。WOWOW版で反響を呼んだ楓のシーンが7話で再度放送されるに至り、生みの親の西又葵は2007年2月22日にNavelオフィシャルウェブのスタッフ日記と個人のブログで「原作とは観点が違うとは思うけど、（テレビアニメの）楓を見ていて辛く正直泣いてしまった」「楓には幸せになって欲しい、幸せな表情の楓が書けたらいいな」とコメントを寄せ、翌日笑顔の楓の書き下ろしイラストを掲載した（コメント全文、Navelオフィシャルウェブ掲載分は現在消滅）。
やや重い印象が一変したのが12話の番外編で、『ねぶら』2007年4月3日の90回配信分で、「声優陣はこの回で爆笑した」とのコメントが出た。

## ライブ
『SHUFFLE! LIVE Only for you』の名で2005年11月3日に横浜BLITZにて開催された。出演者は、リシアンサス役 あおきさやか、ネリネ役 永見はるか、時雨亜沙役 伊藤美紀、プリムラ役 ひと美、土見稟役 杉田智和、麻弓＝タイム役 井上美紀、緑葉樹役 荻原秀樹の声優陣と、YURIA、橋本みゆきのボーカル陣。芙蓉楓役の後藤邑子はスケジュールの都合で欠席し、かわりにビデオメッセージが流れた。2006年2月24日にライブの模様を収録したDVD版が発売されている。